# 山根伸志のほんわかサイト
山根伸志のほんわかサイト（やまねしんじのほんわかサイト）は2001年2月から9月まで山陰放送（BSS）で毎週木曜日の11:00 - 11:30に放送されていたテレビ番組。

## パーソナリティー
- 山根伸志（BSSアナウンサー）
- 小林忠夫（通称：こばちゅう）

## 備考
- 毎週木曜日に番組は放送されていたが、9月のみ金曜日に放送された。

| スタブアイコン | サブスタブ | この項目は、まだ閲覧者の調べものの参照としては役立たない、テレビ番組に関連した書きかけの項目です。この項目を加筆・訂正などしてくださる協力者を求めています（P:テレビ/PJ:放送または配信の番組）。 |